# Dysphania ambrosioides

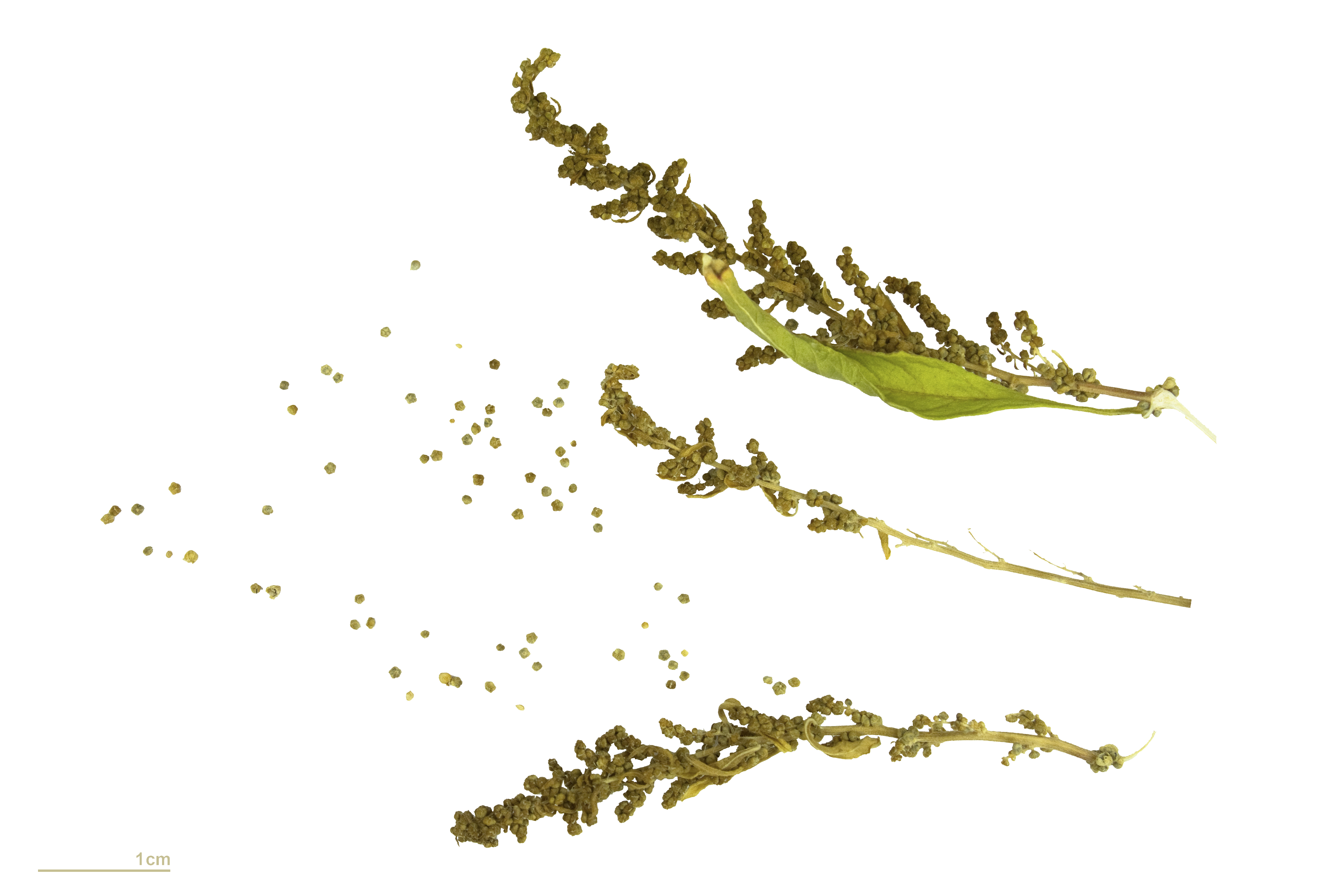
Dysphania ambrosioides - MHNT

Dysphania ambrosioides é uma espécie de planta com flor pertencente à família Amaranthaceae. É popularmente conhecida como erva-de-santa-maria, mentruz, mastruz, mastruço, chá-do-méxico, erva-formigueira, lombrigueira ou quenopódio. É uma planta de porte herbáceo que possui ampla distribuição pelo Brasil  e outros países da América Latina.
A espécie possui diversas propriedades biológicas muito utilizadas na medicina popular para tratamento de humanos, destacando-se as atividades vermicida, anti-inflamatória e cicatrizante.

## Descrição
Dysphania ambrosioides é uma espécie de erva perene ou anual, podendo atingir até 1 m de altura, em média, sendo bastante ramificada. As folhas são alongadas, alternas, pecioladas e possuem tamanhos diversos. As folhas menores ficam localizadas na parte superior da planta e as folhas maiores na parte inferior. As flores são pequenas, verdes, dispostas em espigas axilares densas. Produz numerosas sementes esféricas, pretas e ricas em óleo. Tem odor forte, desagradável e característico.
Trata-se de uma espécie que ocorre de forma espontânea, embora também seja cultivada em ambientes domésticos e agrícolas. Práticas tradicionais no México incluem a agitação manual das plantas para facilitar a dispersão das sementes, seguida de poda estratégica, com o objetivo de favorecer a germinação acelerada e o estabelecimento das plântulas.
A espécie possui extensa distribuição pela América, especialmente na América Latina, com notáveis registros de uso no México (de onde é nativa) e Brasil. Fora do continente, destaca-se seu uso por nações africanas como Nigéria e Camarões. Sua utilização também fora observada na China.

## Fitoquímica
Diversos estudos já mostraram os compostos fitoquímicos presentes em diferentes partes da Dysphania ambrosioides, dentre os quais se destacam a presença de monoterpenos como ascaridol e carvacrol; sesquiterpenos como o β-Cariofileno; ácidos fenólicos e flavonoides; alcaloides, saponinas e taninos.

## Sinônimos
Sinônimos atualmente reconhecidos:
- Ambrina ambrosioides (L.) Spach
- Ambrina anthelmintica (L.) Spach
- Ambrina incisa Moq.
- Ambrina parvula Phil.
- Ambrina spathulata Moq.
- Atriplex ambrosioides (L.) Crantz
- Atriplex anthelmintica (L.) Crantz
- Blitum ambrosioides (L.) Beck
- Botrys ambrosioides (L.) Nieuwl.
- Botrys anthelmintica (L.) Nieuwl.
- Chenopodium amboanum (Murr) Aellen
- Chenopodium ambrosioides L.
- Chenopodium angustifolium Pav. ex Moq.
- Chenopodium anthelminticum L.
- Chenopodium citriodorum Steud.
- Chenopodium cuneifolium Vent. ex Moq.
- Chenopodium integrifolium Vorosch.
- Chenopodium querciforme Murr
- Chenopodium sancta-maria Vell.
- Chenopodium santamaria Vell.
- Chenopodium spathulatum (Moq.) Sieber ex Moq.
- Chenopodium suffruticosum Willd.
- Chenopodium vagans Standl.
- Chenopodium variegatum Gouan
- Dysphania anthelmintica (L.) Mosyakin & Clemants
- Orthosporum ambrosioides (L.) Kostel.
- Orthosporum suffruticosum Kostel.
- Roubieva anthelmintica (L.) Hook. & Arn.
- Teloxys ambrosioides (L.) W.A. Weber
- Vulvaria ambrosioides (L.) Bubani